# Нанкинский человек
Нанкинский человек (лат. Homo erectus nankinensis) — подвид человека прямоходящего (Homo erectus), найден в Китае. Большие фрагменты одного мужского и одного женского черепов и одного зуба нанкинского человека были обнаружены в 1993 году в пещере Хулу на холмах Таншань вблизи Нанкина, бывшей столицы Китая. Термин «нанкинский человек» используется для описания подвидов Homo erectus, но также используется при описании этих трёх останков. Образцы были обнаружены местным рабочим Лю Лухонгом в известняковой пещере Хулу на глубине 60—97 см. Датировка найденных ископаемых останков дала приблизительный возраст от 580 000 до 620 000 лет.
Обнаружение окаменелостей нанкинского человека совпало с палеоантропологическими дебатами о динамике населения современных людей в их отношении к другим подвидам вида Homo erectus. Характеристики нового подвида Homo erectus nankinensis и, в частности, возраст ископаемых — оставались дополнительными доказательствами, которые использовались для поддержки мультирегиональной гипотезы.
Влияние подвидов Homo erectus в Восточной Азии на современную человеческую родословную пока остается неясным.